# Resonite
Resonite is een geregistreerde merknaam van een kunststof die door Selmer USA is ontwikkeld voor de bouw van muziekinstrumenten.
De instrumenten van resonite zijn doorgaans lichter van gewicht dan houten instrumenten, minder kwetsbaar voor temperatuurverschillen en vocht en kunnen goed tegen stoten. 
De klank is wat minder dan van een professioneel houten instrument, maar voor (jonge) leerlingen zijn de instrumenten zeer geschikt, omdat de ze doorgaans goed stemmen.    
In 1948 zijn de eerste Bes-klarinetten gebouwd van deze kunststof.  
Vanaf die tijd bouwt de fabrikant onophoudelijk klarinetten, hobo's en fagotten van resonite. 
Andere merken maken tegenwoordig ook kunststof klarinetten, maar het materiaal wordt dan anders genoemd, zoals Resotone bij het merk LeBlanc en Duraline bij het merk Jupiter.